# Pectinotipula
Pectinotipula is een ondergeslacht van het geslacht van insecten Tipula binnen de familie langpootmuggen (Tipulidae).

## Soorten
Deze lijst van 4 stuks is mogelijk niet compleet.
- T. (Pectinotipula) argentina (van der Wulp, 1881)
- T. (Pectinotipula) boliviensis (Alexander, 1946)
- T. (Pectinotipula) titicacae (Alexander, 1944)
- T. (Pectinotipula) tucumana (Alexander, 1946)